# Prata (Massa Marittima)
Prata is een plaats (frazione) in de Italiaanse gemeente Massa Marittima.

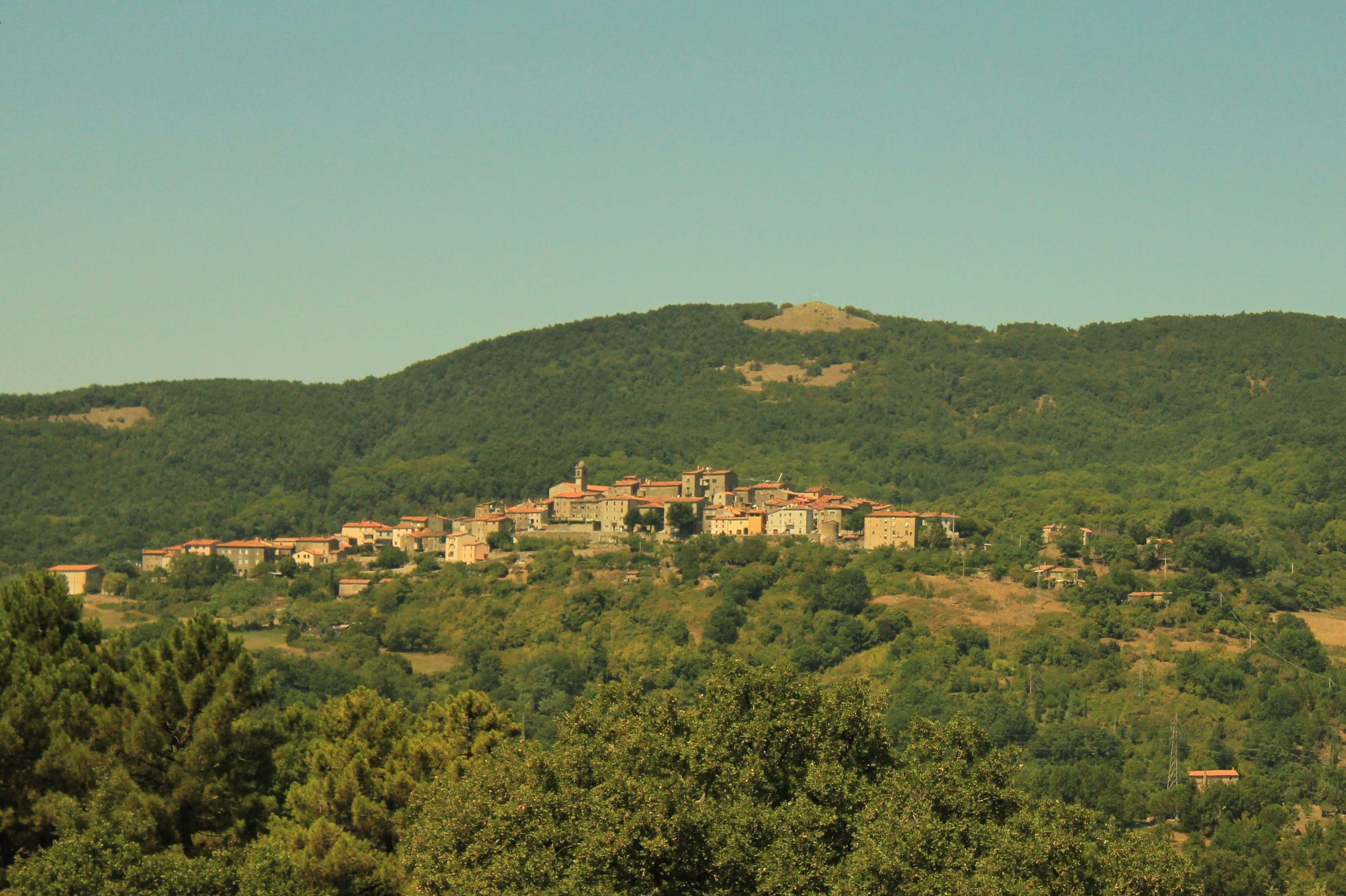
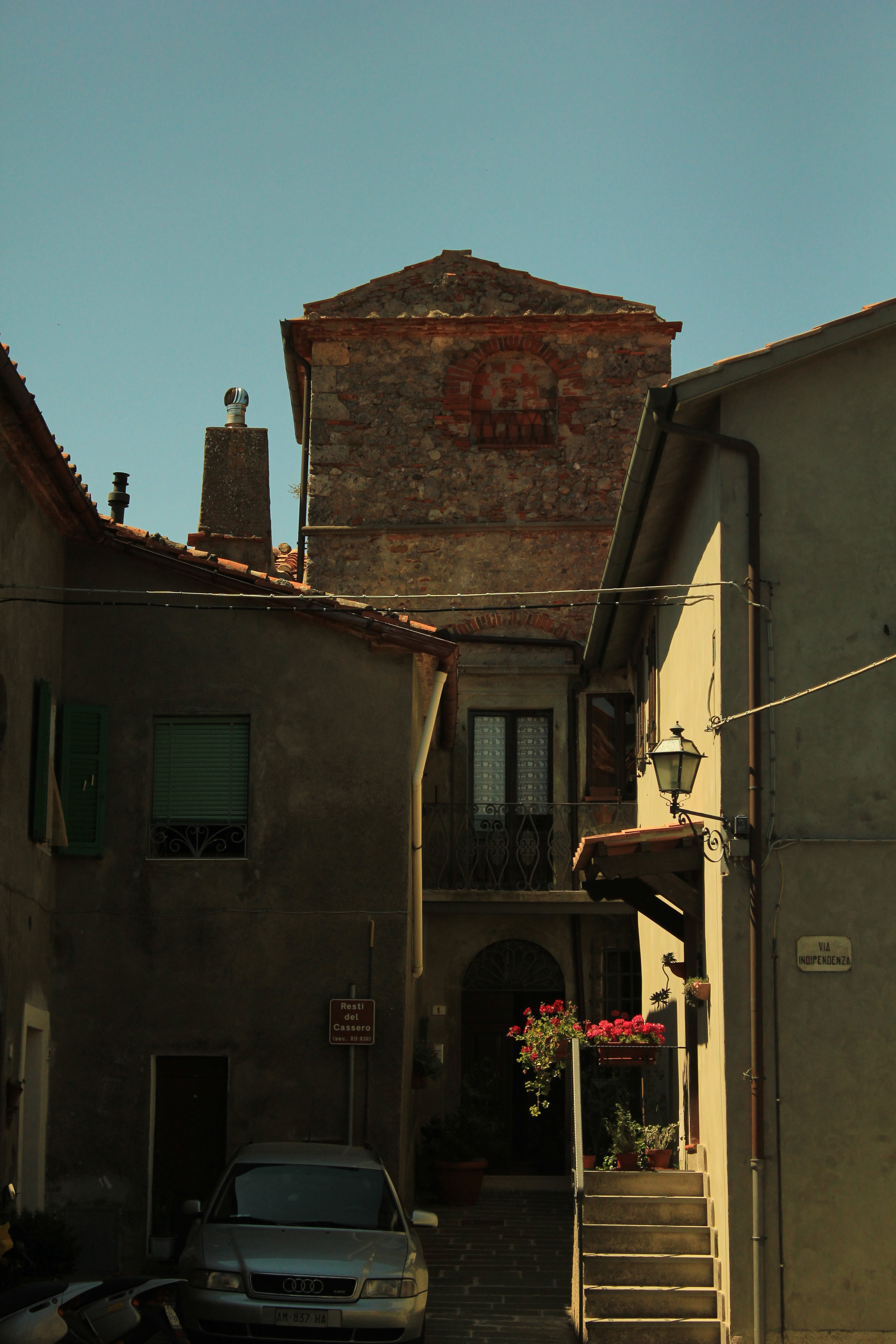